# 탁발추인
탁발추인(拓跋推寅)은 삭두부(索頭部) 선비의 수령이다. 탁발월의 아들이다. 북위 도무제에 의해 선황제(宣皇帝)로 추존되었다. <위서>에 따르면 선비족은 이때 남쪽으로 옮겨가 대택(大澤, 현재의 呼倫湖 일대로 추정)에 이르렀고, 선비족이 수렵에서 유목 생활로 전환했다고 한다.